# Condado de Moultrie
El condado de Moultrie es un condado estadounidense, situado en el estado de Illinois. Según el censo de los Estados Unidos del 2000, la población es de 17 384 habitantes. La cabecera del condado es Sullivan.

## Geografía
Según la Oficina del Censo de los Estados Unidos, el condado tiene un área total de 892 km² (344 millas²). De éstas 869 km² (336 mi²) son de tierra y 23 km² (9 mi²) son de agua. 

### Colindancias
- Condado de Piatt  - norte
- Condado de Douglas  - este
- Condado de Coles  - este
- Condado de Shelby  - sur
- Condado de Macon  - noroeste

## Historia
El Condado de Moultrie se separó de los condados de Shelby y Condado de Coles en 1843, su nombre es en honor de William Moultrie, general de Carolina del Sur en la guerra de Independencia de los Estados Unidos.

## Demografía
Según el censo del año 2000, hay 14 287 personas, 5405 cabezas de familia, y 3978 familias que residen en el condado. La densidad de población es de 16 hab/km² (43 hab/mi²). La composición racial tiene:
- 98.91% Blancos (No hispanos)
- 0.48% Hispanos (Todos los tipos)
- 0.20% Negros o Negros Americanos (No hispanos)
- 0.11% Otras razas (No hispanos)
- 0.10% Asiáticos (No hispanos)
- 0.47% Mestizos (No hispanos)
- 0.17% Nativos Americanos (No hispanos)
- 0.05% Isleños (No hispanos)

Hay 5405 cabezas de familia, de los cuales el 33% tienen menores de 18 años viviendo con ellos, el 63.30% son parejas casadas viviendo juntas, el 7.10% son mujeres que forman una familia monoparental (sin cónyuge), y 26.40% no son familias. El tamaño promedio de una familia es de 2.56 miembros.
En el condado el 26% de la población tiene menos de 18 años, el 7.90% tiene de 18 a 24 años, el 26.00% tiene de 25 a 44, el 22.80% de 45 a 64, y el 17.70% son mayores de 65 años. La edad media es de 39 años. Por cada 100 mujeres hay 93 hombres. Por cada 100 mujeres mayores de 18 años hay 89.3 hombres.
Tabla de la evolución demográfica:
|       | 1900   | 1910   | 1920   | 1930   | 1940   | 1950   | 1960   | 1970   | 1980   | 1990   | 2000   |
| ----- | ------ | ------ | ------ | ------ | ------ | ------ | ------ | ------ | ------ | ------ | ------ |
| TOTAL | 15 224 | 14 630 | 14 839 | 13 247 | 13 477 | 13 171 | 13 635 | 13 263 | 14 546 | 13 930 | 14 287 |

## Economía
Los ingresos medios de un cabeza de familia el condado es de $40 084, y el ingreso medio familiar es $46 655.00 Los hombres tienen unos ingresos medios de $35 470 frente a $21 168 de las mujeres. El ingreso per cápita del condado es de $18 562.00 El 7.80% de la población y el 5.30% de las familias están debajo de la línea de pobreza. Del total de gente en esta situación, 10.90% tienen menos de 18 y el 7.70% tienen 65 años o más.

## Ciudades y pueblos

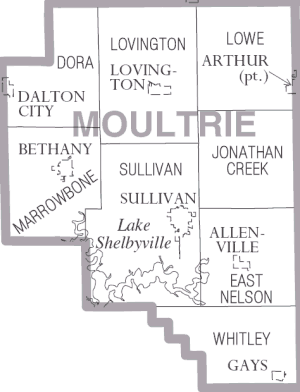
Mapa del condado.

| - Allenville - Bethany - Dalton City | - Gays - Lovington - Sullivan |

## Sitios de interés
| - Forrest W Wood Access Area - Illinois Natural History Survey Area - Kaskaskia River State Fish and Wildlife Management Area - Área recreativa Sullivan - West Okaw River State Fish and Wildlife Management Area | - Área recreativa Whitley Creek - Área recreativa Wilborn Creek - Parque Wyman - Shady Crest Orchard - Alcaldía del Condado de Moultrie |